# Самоубийства в России
Самоубийства в Российской Федерации являются важной социальной проблемой национального масштаба. Уровень самоубийств в стране остаётся одним из самых высоких в мире. Исследователи обратили внимание на тесную связь в России между высоким уровнем алкоголизма и наркомании и распространённостью суицида. Немалую роль играет криминал — часто самоубийства совершают преступники, потерпевшие, а также их родственники и знакомые

## Динамика
На начало XX века по уровню самоубийств Россия далеко отставала от большинства европейских стран, что даже дало И. А. Сикорскому повод в 1899 году утверждать: «Наша национальная скорбь чужда всякого пессимизма и не приводит ни к отчаянию, ни к самоубийству». Но затем ситуация изменилась. Хотя во время войн уровень самоубийств в России снижался, в мирное время и перед Первой мировой войной и после неё он быстро рос. В городах (в сёлах регистрация не велась) можно отметить пик 1937 года, который не был превзойдён до 1960-х годов. Уже в 1970-х Россия заняла место среди мировых лидеров по самоубийствам, опередив Швецию и уступая только Венгрии. Уровень самоубийств у женщин был в пять раз ниже, чем у мужчин, но во второй половине 1980-х годов падение количества самоубийств у мужчин было большим, чем у женщин, что связывают с антиалкогольной кампанией (видимо, суицид у мужчин теснее связан с потреблением алкоголя).
Нарастая на протяжении XX века и достигнув двух пиков в 1994—1996 и 1998—2002 годах, уровень самоубийств с тех пор неуклонно падает: с 2002 по 2006 годы он снизился почти на четверть. В 2013 году суицид оказался причиной 28 779 из 1 871 809 (1,54 %) смертей в России.
По данным ВОЗ, в 2013—2014 в России на 100 тысяч жителей приходилось 19,5 случаев самоубийства.
За первые девять месяцев 2015 года этот же показатель равнялся 17,7.
Согласно расчётам РБК, число самоубийств на 100 тысяч жителей в 2015 году равнялось 17, что, судя по архивным данным по РСФСР с 1956 по 1990 год и статистике Росстата за период с 1991 года, стало самым низким показателем с начала 1960-х.
В 2018 году зафиксирован самый низкий показатель самоубийств в России — 12 человек на 100 тысяч жителей.
В 2019 году по данным Росстата в России было совершено 17 192 самоубийства, в результате которых погибло 14 299 мужчин и 2893 женщины.
С 2011 по 2022 год по данным Единой межведомственной информационно-статистической системы количество самоубийств уменьшилось в 2,4 раза.

### Таблицы
| Год  | Количество самоубийств | Год  | Количество самоубийств |
| ---- | ---------------------- | ---- | ---------------------- |
| 1803 | 582                    | 1833 | 1341                   |
| 1819 | 856                    | 1834 | 1441                   |
| 1820 | 894                    | 1835 | 1626                   |
| 1825 | 1066                   | 1836 | 1532                   |
| 1826 | 966                    | 1837 | 1498                   |
| 1827 | 1176                   | 1838 | 1559                   |
| 1828 | 1248                   | 1839 | 1326                   |
| 1829 | 1283                   | 1840 | 1718                   |
| 1830 | 1141                   | 1841 | 1322                   |
| 1831 | 1104                   |      |                        |

|                                      | 1923 | 1924 | 1925 | 1926 |
| ------------------------------------ | ---- | ---- | ---- | ---- |
| Мужчины                              | 2546 | 3010 | 3943 | 4185 |
| Женщины                              | 1464 | 1671 | 1903 | 1749 |
| Всего                                | 4010 | 4681 | 5846 | 5934 |
| Общий уровень (на 100 тысяч человек) | 4,4  | 5,1  | 6,3  | 6,4  |

| Годы | СССР                             | СССР                           | Российская Федерация             | Российская Федерация           | Санкт-Петербург                | Санкт-Петербург                |
| Годы | Абсолютное количество, тыс. чел. | Уровень, на 100 тыс. населения | Абсолютное количество, тыс. чел. | Уровень, на 100 тыс. населения | Абсолютное количество, человек | Уровень, на 100 тыс. населения |
| ---- | -------------------------------- | ------------------------------ | -------------------------------- | ------------------------------ | ------------------------------ | ------------------------------ |
| 1965 | 39,5                             | 17,1                           | -                                | -                              | -                              | -                              |
| 1970 | 56,1                             | 23,1                           | -                                | -                              | -                              | -                              |
| 1975 | 65,7                             | 25,8                           | -                                | -                              | -                              | -                              |
| 1980 | 71,3                             | 28,9                           | -                                | -                              | 1098,0                         | 23,7                           |
| 1984 | 81,4                             | 29,7                           | 54,0                             | 38,8                           | 1170,0                         | 24,2                           |
| 1985 | 68,1                             | 24,6                           | 44,6                             | 31,1                           | 1022,0                         | 21,0                           |
| 1986 | 52,8                             | 18,9                           | 33,3                             | 23,1                           | 903,0                          | 18,4                           |
| 1987 | 54,1                             | 19,1                           | 35,7                             | 23,3                           | 796,0                          | 16,1                           |
| 1988 | 55,5                             | 19,5                           | 38,0                             | 24,4                           | 859,0                          | 17,2                           |
| 1989 | 60,3                             | 21,0                           | 38,0                             | 38,0                           | 892,0                          | 17,7                           |
| 1990 | 60,8                             | 21,1                           | 39,2                             | 39,2                           | 924,0                          | 18,4                           |
| 1991 | -                                | -                              | 39,4                             | 39,4                           | 1002,0                         | 20,0                           |
| 1992 | -                                | -                              | 46,1                             | 46,1                           | 1115,0                         | 22,4                           |
| 1993 | -                                | -                              | 56,1                             | 38,1                           | 1182,0                         | 24,0                           |
| 1994 | -                                | -                              | 61,9                             | 42,1                           | 1141,0                         | 23,6                           |
| 1995 | -                                | -                              | 60,9                             | 41,4                           | 1123,0                         | 23,3                           |
| 1996 | -                                | -                              | 57,8                             | 39,3                           | 971,0                          | 20,2                           |

Количество на 100 тыс. населения завершённых самоубийств в России (2011—2024).
| Годы | Всего | Женщины | Мужчины | м/ж   |
| 2011 | 21.8  | 7.3     | 38.7    | 5.30  |
| 2012 | 20.8  | 7.1     | 36.6    | 5.15  |
| 2013 | 20.1  | 6.5     | 35.8    | 5.51  |
| 2014 | 18.5  | 6       | 32.9    | 5.48  |
| 2015 | 17.4  | 5.8     | 30.8    | 5.31  |
| 2016 | 15.8  | 5       | 28.2    | 5.64  |
| 2017 | 13.81 | 4.38    | 24.72   | 5.64  |
| 2018 | 13.05 | 4       | 22.1    | 5.53  |
| 2019 | 12.35 | 3.7     | 21      | 5.68  |
| 2020 | 11.9  | 3.6     | 20.2    | 5.61  |
| 2021 | 11.25 | 3.4     | 19.1    | 5.62  |
| 2022 | 9.7   | 2.9     | 16.5    | 5.69  |
| 2023 | 9.1   | 1.2     | 15.9    | 5.89  |
| 2024 | ≈8.3  | ≈1.3    | ≈15.5   | ≈5.33 |

## Критика качества официальной статистики
Ввиду того, что в России сохраняется высокий уровень смертности от «повреждений с неопределёнными намерениями» (далее — ПНН) (рубрики Y10-Y34 Международной классификации болезней и причин смерти), в составе которой, по мнению экспертов, может учитываться часть самоубийств, качество официальной статистики у экспертов вызывает большие сомнения.
Возможный недоучёт самоубийств в рамках официальной статистики очевиден в ряде регионов, где разница в уровне смертности от самоубийств и ПНН достигает беспрецедентных масштабов. Например, в 2019 году в двух дальневосточных субъектах — Сахалинской области и Хабаровском крае, где в последние годы наблюдается необычайно благополучная суицидальная ситуация, разница в уровне смертности от самоубийств и ПНН составила сотни раз, 338,8 и 157,7 раз соответственно.
Оценки Всемирной организацией здравоохранения суицидальной ситуации в России также значительно отличаются от официальной российской статистики. В частности, согласно опубликованному в 2019 году докладу ВОЗ «Самоубийство в мире. Глобальные оценки здоровья», реальный уровень смертности от самоубийств в России за 2016 год был выше официальных данных в 1,8 раза. Обращает на себя внимание и тот факт, что разница между данными официальной статистики и ВОЗ в последние годы увеличивается. Например, ещё в 2000 году эта разница составляла 1,26 раза, в 2010 году — 1,61 раза.
В целом, по оценкам экспертов ВОЗ, в 2016 году Россия с коэффициентом самоубийств 26,5 на 100 тысяч населения была в числе стран с одним из самых высоких уровней смертности от самоубийств в мире, находясь лишь на третьем месте после Гайаны и Лесото.

## Половозрастная специфика
В 2007 году около 22 % всех самоубийств было совершено людьми в возрасте 40—49 лет. Уровень самоубийств среди мужчин в России в шесть раз выше, чем среди женщин. По данным ВОЗ за 2019 год, уровень самоубийств среди мужчин составил 44 смерти на 100 000 населения, тогда как аналогичный показатель у женщин — 9 смертей.
В сельской местности смертность самоубийств в 2,2 раза выше, чем в городах. Частота самоубийств увеличивается с возрастом. Например, в 2019 году наибольший уровень смертности от самоубийств как среди мужчин, так и женщин, наблюдался в возрастной группе свыше 85 лет.
Среди основных четырёх социально-демографических групп (городские и сельские мужчины, городские и сельские женщины) самый высокий уровень суицидов наблюдался среди сельских мужчин (32,5 на 100 тысяч населения). В 2019 году смертность от самоубийств в этой группе населения была в три раза выше, чем в целом по России.

## Региональные особенности
При среднероссийской частоте самоубийств от 5,5 до 23 случаев на 100 тысяч человек в Москве этот показатель равен 3,8 случаям на 100 тысяч человек. Согласно критериям ВОЗ, такой уровень считается очень низким.
Относительно благополучная ситуация с количеством самоубийств наблюдается в Северо-Кавказском, Южном и Центральном федеральных округах. Наиболее проблемные ФО — это СибФО и ДФО, где частота суицида достигает 23 случаев на 100 тысяч человек. В некоторых субъектах федерации этот показатель превысил 48 случаев на 100 тысяч. Это республики Алтай, Тува, Бурятия, Ненецкий и Чукотский автономный округа. Такое распределение делает Российскую Федерацию единственной страной мира, в которой различия в значениях частоты самоубийств в регионах достигают десятков раз.
Наибольшая склонность к суициду отмечается у коренного населения Удмуртии, Коми, Марий Эл. У северных народов до сих пор сильны языческие корни. В Бурятии и Туве распространён буддизм. Буддисты верят в реинкарнацию, согласно которой жизнь индивида продолжается после смерти благодаря цепочке перерождений..
Отмечена корреляция уровня самоубийств в регионах в зависимости от уровня выявления больных с депрессией и качества работы психиатрических служб.

## Алкоголь и самоубийство
Употребление алкоголя является существенным фактором, определяющим распространённость суицида. По оценкам, половина всех самоубийств связана с потреблением алкоголя. Об этом свидетельствует тот факт, что уровень самоубийств в России с середины 1990-х снизился вместе с уровнем потребления алкоголя на душу населения. Потребление алкоголя является более весомым фактором, чем экономические условия.
С начала XXI века исчезла характерная для 1990-х (и XX века в целом) корреляция между экономической ситуацией и уровнем самоубийств (как и смертности в целом), экономические кризисы 2008—2009 и 2014—2016 годов не вызвали скачка самоубийств в стране, в 2014—2016 годов, напротив, наблюдалось их значительное снижение.
Подростковые самоубийства констатируют, что на 2011 год из каждых 100 тысяч детей в России в возрасте 10—14 лет 2,5 кончают с собой, а из подростков 15—19 лет — 16,3. Среднемировая величина почти в три раза ниже.
В 2015 году коэффициент смертности детей от 0 до 14 лет по данным Росстата составлял уже всего 0,6 на 100 тысяч детей, что значительно ниже среднемирового уровня.

## Самоубийства среди пожилых людей, детей и подростков
Согласно докладу детского омбудсмена Марии Львовой-Беловой 2021 года, число детских самоубийств увеличилось на 13 % за последние три года, а количество повторных суицидов возросло на 92,5 %. Эта проблема порождает необходимость совершенствования государственной политики в сфере профилактики суицидов среди несовершеннолетних, в частности посредством предоставления им квалифицированной психологической помощи.
В 2022 году число детских самоубийств в Алтайском крае выросло на 150 %.

## Самоубийства российских заключённых
Очень высок уровень самоубийств среди российских заключённых. Впрочем, в России в 1990-е — начале 2000-х годов уровень суицидов среди заключённых был ниже, чем в целом среди населения, что объясняется более высокими общими показателями. Исследователи М. Г. Дебольский и И. А. Матвеева объяснили этот феномен в частности тем, что в этот период уровень жизни в местах лишения свободы воспринимался частью населения как более высокий, чем на свободе. В 2000-е годы в связи со стабилизацией российской экономики и повышением уровня жизни картина значительно изменилась: уровень суицидов в местах лишения свободы стал быстро расти и намного превысил уровень суицидов среди населения России. В 2011 году в уголовно-исполнительной системе уровень суицидов составил 52 случая на 100 тысяч обвиняемых, подозреваемых и осуждённых, а среди всего населения этот показатель составил 21 случай на 100 тысяч жителей. По данным 2019 года уровень самоубийств заключённых составил 46,6 случая на 10 тысяч осуждённого населения, увеличившись, по сравнению с прошлым годом, на 5,2 случая. Этот показатель превышает средний уровень по странам, входящим в Совет Европы.
Среди содержащихся в местах лишения свободы в России наиболее часты суициды среди следующих категорий:
- лица, содержащиеся в СИЗО. Уровень суицидов в СИЗО намного выше, чем в исправительных колониях. В 2012 году в СИЗО, где находятся 10—15 % лиц, содержащихся в местах лишения свободы, было совершено 32 % от общего количества суицидов в учреждениях уголовно-исполнительной системы. 38 % суицидентов СИЗО совершали самоубийство в течение первого месяца пребывания там, а ещё 25 % суицидентов СИЗО совершали самоубийство после вынесения приговора или после вступления его в законную силу. К суициду часто приводил тот факт, что подсудимые сотрудничали со следствием в надежде на смягчение наказания, а приговор оказывался, на их взгляд, слишком суровым;
- лица, обвиняемые и осуждённые за совершение убийства и причинение тяжкого вреда здоровью — 48 % самоубийц;
- лица, осуждённые и обвиняемые в преступлениях против половой свободы и половой неприкосновенности личности — 23 % самоубийств.

## Самоубийства в российской армии
На июнь 2007 года в армии России покончили жизнь самоубийством 108 человек. По официальным данным в 2007 году было совершено в общей сложности 316 самоубийств. В процентном соотношении эта цифра составила порядка 20-30 % небоевых потерь. Как в 2008 году сообщала Русская служба Би-би-си, «начиная с 2005 года, свёл счёты с жизнью 2531 военнослужащий вооружённых сил». По данным Министерства обороны РФ, 70 % самоубийств в армии совершалось солдатами и сержантами, служащими по призыву. В 2020 году в связи с делом о застрелившимся в карауле солдате-срочнике Константине Лузянине Европейский суд по правам человека обязал Россию расследовать все случаи суицидов в армии.

## Последние данные
- В 2019-м году Россия, по данным ВОЗ, вышла на первое место по самоубийствам среди мужчин. На 100 000 населения приходится 48,3 самоубийства среди представителей мужского пола. Второе место в данном непочётном рейтинге заняла Литва с 47,5 самоубийц на 100 000 человек, третье — Гайана с 46,6 суицидов на 100 000 жителей[27].
- По тем же данным, общий показатель суицидов (мужчины и женщины вместе) в России занял 3-е место в мире — 26,5 самоубийц на 100 000 человек населения. Согласно информации ВОЗ, Россию опередили только Гайана с 30,2 самоубийц на 100 000 и Лесото с 28,9 покончивших с собой жителей на 100 000 населения.
- По уточнённым данным ВОЗ[28] в 2019 году Россия занимала 9 место по самоубийствам мужчин. На 100 000 населения приходится 22,2 самоубийства среди представителей мужского пола.
- По тем же уточнённым данным ВОЗ, общий показатель суицидов (мужчины и женщины вместе) в России даёт стране 12 место в мире — 11,7 самоубийц на 100 000 человек населения.

## Видео
- Евгений Шмуклер Самоубийства в России / Suicide in Russia / Часть 1-я
- Евгений Шмуклер Самоубийства в России / Suicide in Russia / Часть 2-я

1. ↑  Федеральная служба государственной статистики  Управление статистики населения и здравоохранения. Смертность от самоубийств (3.4.2.) (рус.). Единая межведомственная информационно-статистическая система (ЕМИСС). ЕМИСС (28 июня 2023). Дата обращения: 11 июня 2024. Архивировано 3 апреля 2022 года.